# Robert Duncan Harris Arundell
Sir Robert Duncan Harris Arundell, britanski general, * 1904, † 1989.